# Scoloplella
Scoloplella is een geslacht van borstelwormen uit de familie van de Orbiniidae.

## Soorten
- - Scoloplella capensis Day, 1963